# Theodore Melfi
Pour les articles homonymes, voir Melfi.
Theodore Melfi, ou Ted Melfi, est un réalisateur, producteur et scénariste américain, né à Brooklyn (New York).

## Biographie
Né et élevé à Brooklyn dans l'État de New York, Theodore Melfi prend des cours au collège dans le Missouri ainsi que l'université d'État du Missouri et l'université du Missouri-Kansas City pour étudier la psychologie, d'où il sort partiellement diplômé en écrit.
Il déménage à Los Angeles dans le but de devenir scénariste, mais s'y trouve en tant que cuisinier dans un restaurant italien pendant la journée et agent de sécurité au club de strip-tease, la nuit.

## Filmographie

### En tant que réalisateur
Sous le nom de Ted Melfi
- 1999 : Winding Roads
- 2005 : The Story of Bob (court-métrage)

Sous le nom de Theodore Melfi
- 2008 : The Beneficiary (court-métrage)
- 2010 : Roshambo (court-métrage)
- 2010 : I Want Candy (court-métrage)
- 2014 : St. Vincent
- 2017 : Les Figures de l'ombre (Hidden Figures)
- 2021 : Lilly et l'Oiseau

### En tant que producteur
Sous le nom de Ted Melfi
- 1998 : Park Day de Sterling Macer Jr.
- 1999 : Winding Roads
- 2002 : Ronnie de Christopher Haifley (associé)
- 2004 : Joe Killionaire de Sean Morton
- 2004 : Getno d'András Salamon (coproducteur)
- 2004 : Tricks d'Iris Klein
- 2005 : Morphman (Larva) d'Abram Cox (délégué, téléfilm)
- 2005 : The Story of Bob (court-métrage)

Sous le nom de Theodore Melfi
- 2007 : Game of Life de Joseph Merhi (coproducteur)
- 2008 : The Beneficiary (court-métrage)
- 2010 : Roshambo (court-métrage)
- 2010 : Bed & Breakfast de Márcio Garcia
- 2010 : I Want Candy (court-métrage)
- 2014 : St. Vincent
- 2015 : Fayed de Kimberly Quinn (court-métrage)
- 2017 : Les Figures de l'ombre (Hidden Figures)

### En tant que scénariste
Sous le nom de Ted Melfi
- 1999 : Winding Roads
- 2005 : The Story of Bob (court-métrage)

Sous le nom de Theodore Melfi
- 2010 : Roshambo (court-métrage)
- 2010 : I Want Candy (court-métrage)
- 2014 : St. Vincent
- 2017 : Les Figures de l'ombre (Hidden Figures)
- 2017 : Braquage à l'ancienne (Going in Style) de Zach Braff